# Zhang Dan
Zhang Dan (chin. upr.  张丹; chin. trad.: 張丹, ur. 4 października 1985 lub 1987 w Harbinie) – chińska łyżwiarka figurowa łyżwiarka figurowa startująca w parach sportowych z Zhang Hao (nie są spokrewnieni). Wicemistrzyni olimpijska z Turynu (2006) i dwukrotna uczestniczka igrzysk olimpijskich (2002, 2010), 3-krotna wicemistrzyni świata (2006, 2008, 2009), dwukrotna mistrzyni czterech kontynentów (2005, 2010), medalistka finału Grand Prix, dwukrotna mistrzyni świata juniorów (2001, 2003), dwukrotna zwyciężczyni finału Junior Grand Prix (2000, 2001) oraz 3-krotna mistrz Chin (2003, 2008, 2012). Zakończyła karierę amatorską w maju 2012.
W 2000 roku Zhang i Zhang jako pierwsza juniorska para sportowa w historii wykonała poczwórne podnoszenie twistowe na mistrzostwach świata juniorów.
Na Zimowych Igrzyskach Olimpijskich 2006, swoim drugim występie olimpijskim, Zhang i Zhang zajmowali drugie miejsce po programie krótkim. W programie dowolnym podczas wykonywania poczwórnego wyrzucanego salchowa Zhang Dan doznała poważnego upadku przez co para musiała przerwać występ. Po kilku minutach przerwy dokończyli swój program i zdobyli wicemistrzostwo olimpijskie.
W 2011 roku wiek wielu chińskich łyżwiarzy m.in. Zhang Dan i Zhang Hao stał się przedmiotem kontrowersji. Chiński Związek Łyżwiarski opublikował wtedy listę chińskich łyżwiarzy wraz z ich datami urodzenia, które różniły się od tych podawanych na oficjalnych profilach ISU. Według list chińskiej federacji, łyżwiarze figurowi naruszali zarówno minimalne jak i maksymalne limity wiekowe uprawniające ich do startów w zawodach. Według danych chińskiej federacji Hao urodził się 6 lutego 1982, a nie tak jak podają profile ISU 6 lipca 1984 roku, co oznaczałoby, że przekroczył maksymalny limit wiekowy uczestnictwa w mistrzostwach świata juniorów 2003. Z kolei wg listy federacji Dan urodziła się 4 października 1985 roku, zaś wg ISU dwa lata później.

## Osiągnięcia
Z Zhang  Hao
| Zawody                                | 99–00          | 00–01          | 01–02          | 02–03          | 03–04          | 04–05          | 05–06          | 06–07          | 07–08          | 08–09          | 09–10          | 10–11          | 11–12          |                |                |                |                |
| Międzynarodowe                        | Międzynarodowe | Międzynarodowe | Międzynarodowe | Międzynarodowe | Międzynarodowe | Międzynarodowe | Międzynarodowe | Międzynarodowe | Międzynarodowe | Międzynarodowe | Międzynarodowe | Międzynarodowe | Międzynarodowe | Międzynarodowe | Międzynarodowe | Międzynarodowe | Międzynarodowe |
| ------------------------------------- | -------------- | -------------- | -------------- | -------------- | -------------- | -------------- | -------------- | -------------- | -------------- | -------------- | -------------- | -------------- | -------------- | -------------- | -------------- | -------------- | -------------- |
| Igrzyska olimpijskie                  |                |                | 11             |                |                |                | 2              |                |                |                | 5              |                |                |                |                |                |                |
| Mistrzostwa świata                    |                |                | 9              | 6              | 5              | 3              | 2              | 5              | 2              | 2              | 5              |                |                |                |                |                |                |
| Mistrzostwa czterech kontynentów      |                |                | 3              | 3              | 2              | 1              |                |                | 2              | 3              | 1              |                |                |                |                |                |                |
| GP Finał Grand Prix                   |                |                |                |                | 6              | 5              | 2              | 3              | 2              | 2              | 6              |                | 4              |                |                |                |                |
| GP Cup of China                       |                |                |                |                |                | 2              |                |                |                | 1              | 2              |                | 2              |                |                |                |                |
| GP NHK Trophy                         |                |                |                |                |                |                | 1              | 2              |                |                |                |                |                |                |                |                |                |
| GP Cup of Russia                      |                |                |                |                | 3              | 1              |                |                | 1              | 1              |                |                |                |                |                |                |                |
| GP Skate America                      |                |                |                | 4              | 3              | 1              | 1              |                |                |                | 3              |                | 2              |                |                |                |                |
| GP Skate Canada International         |                |                |                |                |                |                |                | 1              |                |                |                |                |                |                |                |                |                |
| GP Trophée Éric Bompard               |                |                |                | 4              | 1              |                |                |                | 1              |                |                |                |                |                |                |                |                |
| Zimowa Uniwersjada                    |                |                |                |                |                | 1              |                | 1              |                | 1              |                |                |                |                |                |                |                |
| Międzynarodowe: Kategorie młodzieżowe |                |                |                |                |                |                |                |                |                |                |                |                |                |                |                |                |                |
| Mistrzostwa świata juniorów           | 4              | 1              |                | 1              |                |                |                |                |                |                |                |                |                |                |                |                |                |
| JGP Finał                             | 5              | 1              | 1              |                |                |                |                |                |                |                |                |                |                |                |                |                |                |
| JGP w Chinach                         |                | 1              |                | 1              |                |                |                |                |                |                |                |                |                |                |                |                |                |
| JGP w Japonii                         | 1              |                |                |                |                |                |                |                |                |                |                |                |                |                |                |                |                |
| JGP w Kanadzie                        | 2              |                |                |                |                |                |                |                |                |                |                |                |                |                |                |                |                |
| JGP w Norwegii                        |                | 1              |                |                |                |                |                |                |                |                |                |                |                |                |                |                |                |
| JGP w Szwecji                         |                |                | 1              |                |                |                |                |                |                |                |                |                |                |                |                |                |                |
| JGP we Włoszech                       |                |                | 1              |                |                |                |                |                |                |                |                |                |                |                |                |                |                |
| Krajowe                               |                |                |                |                |                |                |                |                |                |                |                |                |                |                |                |                |                |
| Mistrzostwa Chin                      | 2              | 3              | 3              | 1              | 2              |                |                |                | 1              |                |                |                | 1              |                |                |                |                |
| Zawody drużynowe                      |                |                |                |                |                |                |                |                |                |                |                |                |                |                |                |                |                |
| World Team Trophy                     |                |                |                |                |                |                |                |                |                | 6 T 1 P        |                |                |                |                |                |                |                |